# Florence Griswold

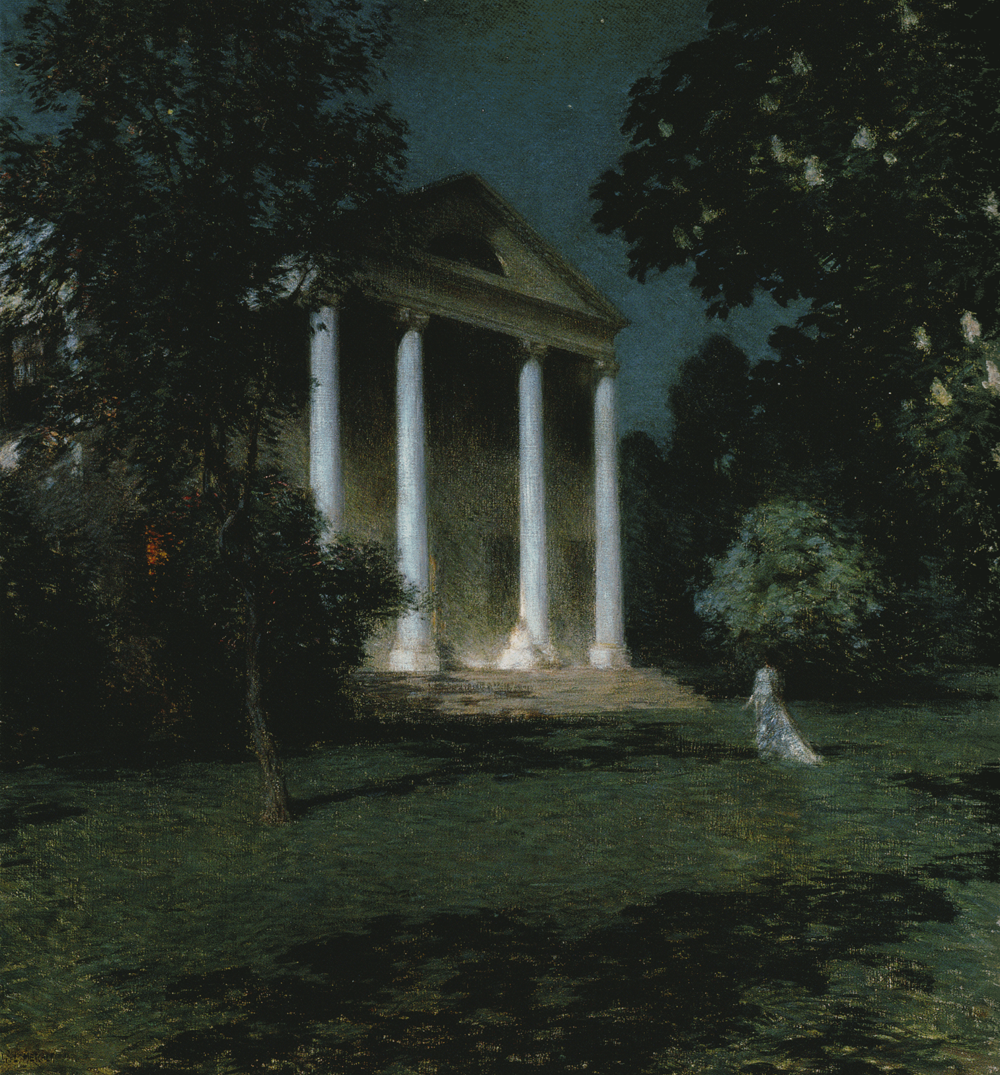
Willard Metcalf: May Night (1906)

Florence Ann Griswold (* 25. Dezember 1850; † 6. Dezember 1937) war eine US-amerikanische Lehrerin in Old Lyme, Connecticut. Nach 1899 wurde sie als Zimmervermieterin und Leiterin der summer school zum Kern der sich dort etablierenden Künstlerkolonie rund um den Tonalisten Henry Ward Ranger und ab 1903 um den Impressionisten Childe Hassam.

## Leben
Florence Griswold war die jüngste Tochter des Schiffskapitäns Robert Harper Griswold. 1878 eröffnete sie gemeinsam mit ihrer Mutter und ihren zwei Schwestern die Griswold Home School für Mädchen und wirkte an dieser für 14 Jahre als Lehrerin. Nachdem ihre Eltern und ihre Schwester Louise verstorben waren, blieben Florence und die Schwester Adele in einer schwierigen Finanzsituation zurück und entschlossen sich, im Griswoldhaus Gäste aufzunehmen.
1899 kam der amerikanische Maler Henry Ward Ranger auf der Suche nach einem Ort, in dem er nach dem Vorbild der französischen Künstlerkolonie Barbizon eine Residenz aufbauen wollte, nach Old Lyme. Er gründete seine Kolonie an diesem Ort und machte ihn zu einer Enklave des Tonalismus. Florence Grisworld baute ihr Haus zur summer school für Künstler um. Old Lyme wurde nachfolgend zum American Barbizon bzw. dem Fontainebleau in Connecticut.

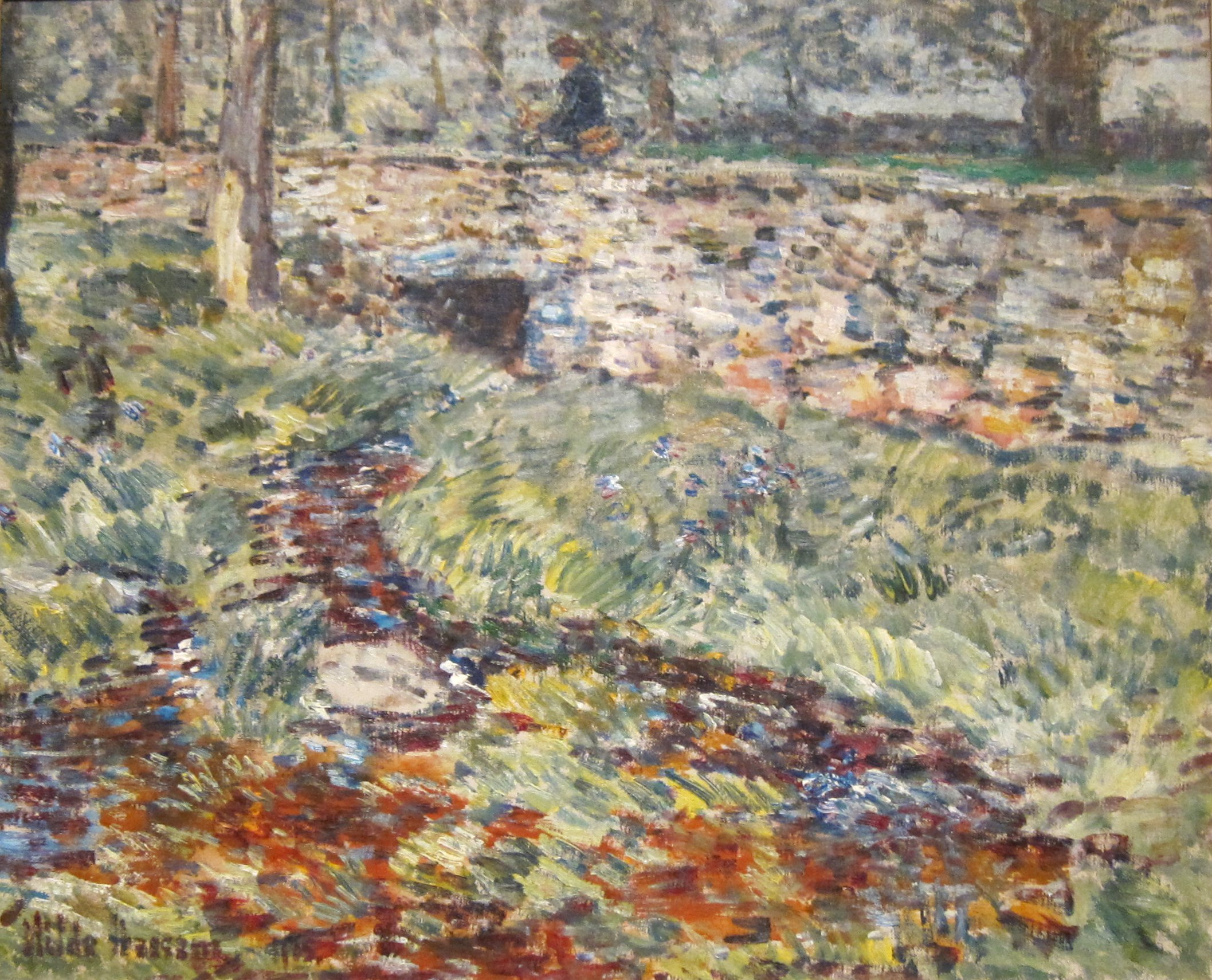
Childe Hassam: Stone Bridge, Old Lyme, Connecticut (1905)

1903 kam der damals schon bekannte Childe Hassam an den Ort, obwohl er eigentlich noch in Cos Cob lebte, und prägte Old Lyme als Paradies für den amerikanischen Impressionismus. Hassam kam regelmäßig im Sommer bis 1912, ab 1905 war auch Willard Metcalf ein Gast bei Florence Griswold, die als Miss Florence bekannter wurde. Er malte 1906 das Gemälde May Night und hielt darauf das Griswold-Haus sowie Miss Florence fest. Als er ihr das Bild schenken wollte, lehnte sie ab, da sie es als eines seiner Meisterwerke betrachtete. Im darauffolgenden Jahr gewann das Bild die Goldmedaille in der Corcoran Gallery of Art in Washington, D.C., wo es bis heute hängt.
In den folgenden Jahren mieteten sich regelmäßig Kunststudenten und Künstler bei Florence Griswold ein. Weitere bekanntere Gäste wurden etwa die Schwestern Lydia und Breta Longacre oder Edmund W. Graecen. Ab 1914 lebte Wilson Irvine in der Kolonie. Auch die erste Frau des amerikanischen Präsidenten Woodrow Wilson, Ellen Wilson, war als Studentin Gast bei Miss Florence und beide wurden gute Freundinnen. 1914 wohnte Florence Griswold so der Hochzeit der Tochter des Präsidenten Jessie Sayer Wilson bei.
Im Jahr 1921 wurde Florence Griswold die erste Leiterin der Galerie der Lyme Art Association's, ihr Haus wurde in das Florence Griswold Museum umgebaut, in dem bis heute sowohl Kunstausstellung als auch Ausstellungen historischer Objekte zu finden sind.